# Бэрримор, Джон Дрю
Джон Дрю Бэрримор (англ. John Drew Barrymore; 4 июня 1932 ― 29 ноября 2004) — американский киноактер и член актёрской семьи Бэрримор, в которую входили его отец, Джон Бэрримор, дядя, Лайонел и тётя, Этель. Он является отцом четверых детей, в том числе актёра Джона Блайта Бэрримора и актрисы Дрю Бэрримор. Дайана Бэрримор была его единокровной сестрой.

## Ранние годы
Бэрримор родился в Лос-Анджелесе в семье Джона Бэрримора (урождённого Джона Блайта) и Долорес Костелло. Его родители развелись, когда ему было 18 месяцев, и после этого он редко видел своего отца. Получив образование в частных школах, он дебютировал в кино в 17 лет. Посещал Голливудскую профессиональную школу. Мать пыталась отговорить его профессии актёра, отправив его в Военную академию Святого Иоанна. В 1945 году, в возрасте 13 лет, Бэрримор и его двоюродный брат Дирк Дрю Дэвенпорт завербовались в Военно-морской флот Соединённых Штатов, чтобы участвовать во Второй мировой войне, выдавая себя за 17-летних. Поскольку оба были высокими для своего возраста, военные только несколько недель спустя обнаружили, что мальчики были моложе минимального призывного возраста, и впоследствии их отправили домой.

## Карьера
Кинокарьера Бэрримора началась с небольшой роли в вестерне «Повелители солнца» (1950). Поскольку он был несовершеннолетним, ему требовалось разрешение матери. Его гонорар составил 7500 долларов.Он получил главную роль во втором своем фильме, вестерне «Одинокий в школе» (1950), написанном и поставленном режиссёром Аланом Ле Мэем, который также написал сценарий следующего фильма Бэрримора «Квебек» (1951). Потом снялся в фильме «Большая ночь» (1951), поставленном режиссёром Джозефом Лоузи, и в фильме «Тандербердс» (1952). В 1953 году был ненадолго заключен в тюрьму за неявку по трем старым обвинениям в нарушении дорожного движения.
Фильмы с Бэрримором не пользовались особым успехом. Затем он перешёл на телевидение и снялся в таких телесериалах и телефильмах, как NBC Matinee Theater, «Неохотный искупитель» (1954), «Приключения лейтенанта», «Конти». Затем последовали роли второго плана в фильмах: «Пока город спит», «Тень в окне», «Ромео и Джульетта», «Секретная информация средней школы», «Никогда не люби незнакомца».
Другие его работы в кино включали: «Казаки» (Италия, 1960), «Ночь убийства Распутина», «Женщина фараонов», «Центурион», Троянская война, «Понтий Пилат», «Рим против Рима».
Потом он вернулся в Лос-Анджелес и объявил, что снялся в 16 фильмах за границей. Он также заявил, что начал писать сценарии.
Антиобщественное и беспорядочное поведение Бэрримора продолжало препятствовать его профессиональному прогрессу. В 1960-х годах он время от времени попадал в тюрьму за употребление наркотиков, пьянство в общественных местах и жестокое обращение с супругами. В 1964 году попал в тюрьму за хранение марихуаны.
В 1966 году Бэрримор подписал контракт на роль Лазаруса в эпизоде сериала «Звёздный путь: Оригинальный сериал» «Альтернативный фактор». Тем не менее, он не появился в нём (замененный в последнюю минуту Робертом Брауном).

## Последние годы
В 1967 году был заключен в тюрьму за хранение наркотиков после автомобильной аварии. В 1969 году снова был арестован за хранение наркотиков после очередной автомобильной аварии.
По мере того, как Бэрримор становился все более и более замкнутым, он отошёл от актёрской деятельности. Страдал от тех же проблем с алкозависимостью, которые погубили его отца. Хотя Бэрримор продолжал время от времени появляться на экране, он все больше становился затворником. Отдалился от своей семьи, включая своих детей, и его образ жизни продолжал ухудшаться по мере ухудшения его физического и психического здоровья.
В 2003 году дочь Дрю перевезла его поближе к своему дому, несмотря на их напряженные отношения. Она оплачивала его медицинские счета до самой смерти от рака в возрасте 72 лет. Она развеяла его прах в национальном парке Джошуа Три, любимом месте Джона. У него есть звезда на Голливудской аллее славы за вклад в телевидение.

## Личная жизнь
Все браки Бэрримора заканчивались разводом. Его первый брак был заключен с актрисой Карой Уильямс в 1952 году, у них был один сын, Джон Блайт Бэрримор (р. 1954), они развелись в 1959 году. Год спустя, в 1960 году, он женился на Габриэлле Палаццоли. Их дочь, Блайт Долорес Бэрримор, родилась в том же году. Их брак продлился 10 лет, прежде чем закончился разводом в 1970 году. С 1971 по 1984 год он был женат на актрисе Ильдико Джейд Мако, в этом браке родилась дочь Дрю Бэрримор, также актриса. С 1985 по 1994 год состоял в браке с актрисой Ниной Уэйн. У них родилась дочь Брахма (Джессика) Блайт Бэрримор (1966–2014).

## Фильмография
- 1950 - «Повелители солнца» / The Sundowners – Джефф Клод
- 1950 - «Одинокий в школе» / High Lonesome – Кункэт
- 1951 - «Квебек» – Maрк Дуглас
- 1951 - «Большая ночь» / The Big Night – Джордж Ла Мейн
- 1952 - Thunderbirds – Toм Макгрири
- 1956 - «Пока город спит» / While the City Sleeps – Роберт Мэннерс
- 1957 - «Тень в окне» / The Shadow on the Window – Джесс Ребер
- 1958 - «Секретная информация средней школы» / High School Confidential – Колеридж
- 1958 - «Никогда не люби незнакомца» / Never Love a Stranger – Франки Кейн
- 1958 - Desilu Playhouse, серия "Silent Thunder"
- 1958 - Wagon Train, серия "The Ruttledge Munroe Story" – Рутледж Мунро
- 1959-1965 - Rawhide (телесериал) – Дэнни Хаукс / Гарри Экклс / Гарри Тасунка
- 1959 - Night of the Quarter Moon – Родерик Нельсон
- 1960 - «Казаки» / The Cossacks (Италия) – Джамал Шамилевич
- 1960 - «Ночь убийства Распутина» / The Night They Killed Rasputin – князь Феликс Юсупов
- 1960 - Ti aspetterò all'inferno (Италия) – Вальтер
- 1960 - «Женщина фараонов» / The Pharaohs' Woman – Сабаку, принц Бубастиса
- 1961 - «Центурион» / The Centurion – Диаеус
- 1961 - «Троянская война» / The Trojan Horse – Одиссей
- 1962 - «Понтий Пилат» / Pontius Pilate – Иуда Искариот / Иисус Христос
- 1962 - «Вторжение 1700 года» / Invasion 1700 – Богун
- 1963 - I diavoli di Spartivento / Weapons of War – Лотарио Дюшеска
- 1963 - The Christine Keeler Story / The Keeler Affair – доктор Стефен Уорд
- 1963 - Natika
- 1964 - «Рим против Рима» / Rome Against Rome / War of the Zombies – Aдербад
- 1964 - «Смерть на 4 постере» / Death on the Four Poster – Aнтоний
- 1964 - Crimine a due – Поль Моран
- 1965 - «Дикий дикий Запад» / The Wild Wild West, серия "The Night of the Double-Edged Knife" – Ameриканский Нож
- 1965 - Gunsmoke (сериал) – Mейс Гор / Aндерсон
- 1967 - «Винчестер-73» / Winchester '73 (сериал) – Причер
- 1973 - The Clones – Брукс Бразерс хиппи
- 1974 - «Кунг Фу» / Kung Fu (сериал), сериа "A Dream Within a Dream" – Aлекс Макгрегор.
- 1976 - Baby Blue Marine